# FlatOut (videohra)
FlatOut je závodní počítačová hra vyvinutá finským studiem Bugbear Entertainment a publikovaná vydavateli Empire Interactive a Vivendi Universal Games v roce 2004 a 2005. Jedná se o první hru z celé série FlatOut. Hra spojuje realistické (fyzikální engine, ragdoll fyzika, model poškození) a arkádové prvky (časté srážky aut, nitro).

## Závody
Hra nabízí seriál 36 závodů. Hra obsahuje pět různých prostředí a 16 vozů. Ve hře je velké množství objektů, které lze rozbít nebo přemístit. Také umělá inteligence je navržena tak, že počítačově řízení hráči často jdou do vzájemných soubojů a z toho plynoucích karambolů. To vše znamená, že stav závodního okruhu se často mění a hráč je nucen včas reagovat. Za rozbití objektů se hráči také doplňuje zásobník nitra, které podstatně zvýší výkon motoru.

## Přídavky
- Speciální okruhy – okruhy, kde je maximum příležitostí pro vzájemné srážky aut.
- Demoliční derby – arény, v nichž vyhrává ten, kdo přežije nejdéle.
- Stunts – originální „kaskadérské“ akce, které vyžadují, aby hráč vymrštil řidiče z vozidla a trefil se na terč (resp. nejdál nebo nejvýše).